# Partidul Ecologist Alianța Verde din Moldova
Die Partidul Ecologist “Alianța Verde” din Moldova (Abk. PEMAVE; deutsch Ökologische Partei „Grüne Allianz“ Moldaus) ist eine grüne Partei in der Republik Moldau.
PEMAVE wurde bereits 1992 gegründet und ist damit eine der ältesten bestehenden Parteien der Republik Moldau, die 1991 ihre Unabhängigkeit von der Sowjetunion erlangte. Ihre Wurzeln gehen zurück auf die ökologische Bewegung, die sich – ähnlich wie auch in anderen Ländern und Regionen des damaligen Warschauer Pakts – in den letzten Jahren des realsozialistischen Regimes in der Moldauischen SSR gebildet hatte. Diese trat nicht nur gegen die Zerstörung der Umwelt ein, sondern auch gegen das totalitäre Regime.
Obwohl die Partei parlamentarisch praktisch keine Rolle spielte, konnte sie in der ersten Dekade der unabhängigen Moldau aktiv an der Umweltpolitik des Landes mitwirken. So leitete von 1990 bis 1994 und von 1998 bis 2000 ein Vertreter der Partei die nationale Umweltbehörde.
Bei den Parlamentswahlen 1994 bekam PEMAVE nur knapp über 7.000 Stimmen (0,4 %). Bei den Wahlen 1998 trat sie als Teil der Wahlallianz Blocul electoral "Convenția Democrată din Moldova" an, die 19,4 % der Stimmen und 26 Mandate erreichte. Bei den folgenden drei Parlamentswahlen 2001, 2005 und im April 2009 trat die Partei nicht mehr an. An den vorgezogenen Neuwahlen im Juli 2009 nahm sie als eine von acht Parteien teil. Auch auf lokaler Ebene spielt die Partei kaum eine Rolle. Bei den Kommunalwahlen 2007 erhielt sie in der Hauptstadt Chișinău 0,7 % der Stimmen.
Außenpolitisch setzt sich die Partei für einen EU-Beitritt der Republik Moldau ein und orientiert sich dabei an den Staaten des Westbalkan.
Vorsitzender der PEMAVE ist Vladimir Braga. Die Partei ist Mitglied der Europäischen Grünen Partei.